# 手搏
手搏（しゅはく）とは、
1. 中国における素手での武術の古い呼び名。

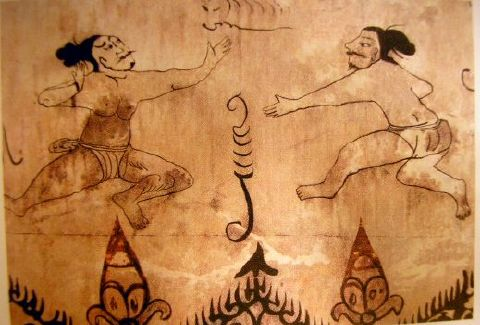
高句麗手搏図

2. 拳法などと同じく、柔術の異名。いくつかの流派で使用された記録がある。
3. （スバク、수박)朝鮮半島等で記録されている徒手格闘技の呼称。手拍、手拍戯とも。高麗史によると高麗王粛宗 の護衛の宋宗紹という人物が素手で虎を殺したという記録が残っている[1]。朝鮮時代まで武官、武士を選抜する科目の一つであった朝鮮王朝実録記事[2]。現在韓国に伝承者が残っており、国家文化財推進中である。韓国釜山日報記事